# Daniel McFadden
Daniel McFadden (29 de julio de 1937) es un economista y profesor estadounidense. 
Fue laureado con el Premio del Banco de Suecia en Ciencias Económicas en memoria de Alfred Nobel en 2000, compartido con James Heckman. Actualmente es profesor de economía de la Universidad de California, Berkeley.

## Biografía
Nació en Raleigh, Carolina del Norte.
En 1964 ingresó en la Universidad de California. En 1977, se trasladó al MIT (Massachusetts Institute of Technology), pero volvió a Berkeley en 1991. Después de su regreso, McFadden fundó el "Econometrics Laboratory", que se dedica a la computación estadística para aplicaciones económicas y del cual es director.